# Lesnaja (metropolitana di San Pietroburgo)
Lesnaja (in russo Лесная?, traslitterazione anglosassone: Lesnaya) è una stazione della Linea Kirovsko-Vyborgskaja, la Linea 1 della Metropolitana di San Pietroburgo. È stata inaugurata il 22 aprile 1975. La stazione si snoda per 64 sottoterra. Dopo essere stata chiusa per 11 mesi nel 2017 per essere ristrutturata, la riapertura della stazione è stata accompagnata da un concerto di Tchaikovsky.